# Peter O'Connor
Peter O'Connor (Millom, Cúmbria, 24 d'octubre de 1872 – Waterford, 9 de novembre de 1957) va ser un atleta irlandès que va competir a cavall del segle xix i del segle xx. Destacà en el triple salt i el salt de llargada, prova en la qual va posseir el rècord del món durant 20 anys.

## Primers anys
Nascut a Cúmbria, va créixer a Wicklow, Irlanda. El 1896 es va afegir a l'Associació Atlètica Gaèlica. El 1899 va guanyar medalles als campionats irlandesos de salt de llargada, salt d'alçada i triple salt. Els següents deu anys va superar constantment als atletes britànics en competicions internacionals i el 1900 va ser convidat a representar la Gran Bretanya als Jocs Olímpics de París, però s'hi va negar perquè només volia representar a Irlanda.

## Rècord del món
Entre 1900 i 1901 O'Connor va establir diversos rècords mundials no oficials en el salt de llargada, però finalment el 5 d'agost de 1901 va saltar 7.61 m a Dublín, sent aquest el primer rècord mundial de salt de llargada reconegut per la IAAF. El rècord va causar una gran sensació en aquella època, i no fou superat fins 20 anys més tard. Aquesta durada el situa sols rere els rècords de Jesse Owens, 25 amys, i Bob Beamon, 23 anys. A nivell irlandès el rècord va ser vigent durant 89 anys.

## Jocs Intercalats
El 1906, O'Connor i dos altres atletes, Con Leahy i John Daly, es van apuntar als Jocs Intercalats d'Atenes en representació de per part de l'Associació Atlètica Gaèlica i l'Amateur Athletic Association d'Irlanda. Van rebre blazers de color verd, una gorra amb un trébol d'or, i una bandera irlandesa (la bandera 'Erin Go Bragh'). Amb tot, a darrera hora es van modificar les regles i sols els atletes designats pels Comitès Olímpics Nacionals foren elegibles. Irlanda no en tenia un comitè olímpic, i el Comitè Olímpic britànic va reclamar els tres atletes.
En el triple salt s'imposà al seu company Con Leahy, mentre en el salt de llargada fou segon, rere Myer Prinstein. Com a protesta per la seva inclusió dins l'equip britànic a l'hora de rebre la medalla d'or del triple salt va despenjar la bandera britànica i enlloc seu hi penjà la irlandesa.
O'Connor es va retirar al final d'aquell any 1906.

## Millors marques
- Triple salt. 14m 65 cm (1899)
- Salt de llargada. 7m 61 cm (5 d'agost de 1901, Rècord del món)
- Salt d'alçada. 1m 88 cm (1902)[3]